# کراکت میلز (تنسی)
کراکت میلز (به انگلیسی: Crockett Mills) یک منطقهٔ مسکونی در ایالات متحده آمریکا است که در شهرستان کراکت، تنسی واقع شده‌است. کراکت میلز ۱۰۶٫۰۷ متر بالاتر از سطح دریا واقع شده‌است.